# VDM Sound
VDM Sound è un emulatore di scheda audio, crea un dispositivo virtuale di una scheda sonora.

## Descrizione
Molteplici sono le applicazioni: si può usare per eseguire giochi (nativi DOS come ad esempio Mugen o Bor) dove l'audio risulta "scattoso". Oppure si può usare se nel proprio computer non si dispone di una scheda audio o di un chip che produce suoni. Di solito per eseguire programmi nativi DOS, si usa il DOSBox, ma quando i giochi sono troppo complessi o se il computer non è molto potente VDM è una soluzione al problema.